# Úterý
Úterý (in tedesco Neumarkt) è una città della Repubblica Ceca facente parte del distretto di Plzeň-sever, nella regione di Plzeň.
In lingua ceca il nome della località significa martedì e farebbe riferimento al giorno settimanale di mercato in epoca medievale.